# Claudio Langes
Claudio Langes (Brescia, 20 juli 1960) is een voormalig Italiaans autocoureur. Hij maakte zijn Formule 1-debuut in 1990 bij EuroBrun en nam deel aan 14 Grands Prix waarvan hij er in geen enkele mocht starten. Toen het team aan het eind van 1990 de deuren sloot, eindigde ook zijn Formule 1-carrière. Langes reed later in de toerwagens.